# Jeronymus van Diest (II)

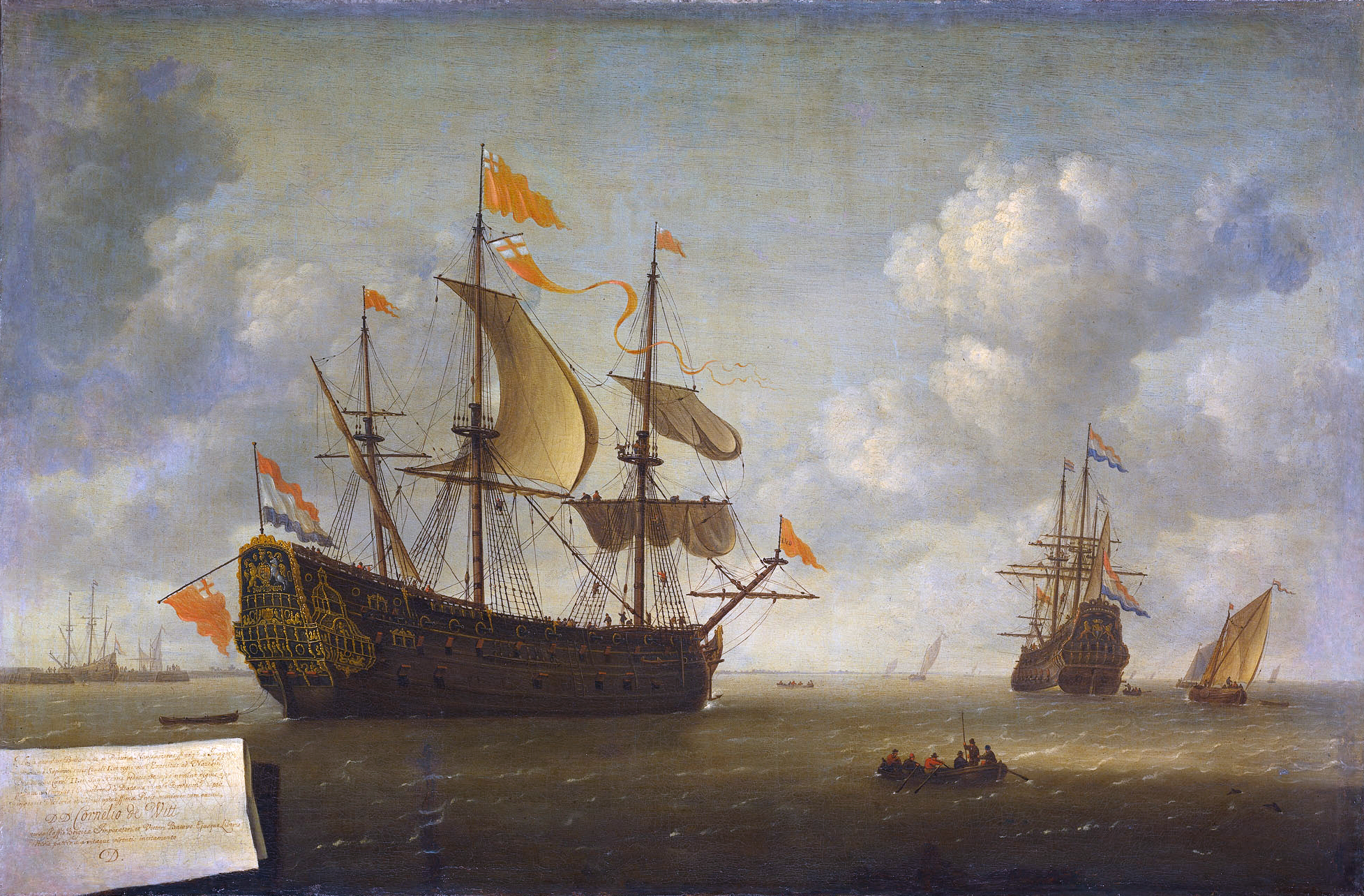
Het opbrengen van het Engelse admiraalsschip de 'Royal Charles', buitgemaakt tijdens de tocht naar Chatham, juni 1667. 1667-1672. Amsterdam, Rijksmuseum Amsterdam.

Jeronymus van Diest (II), Jeronymus ook gespeld als Hieronymus of Jeronimus, (Den Haag, gedoopt 1631 – aldaar, tussen 1677 en 1697) was een Nederlands schilder.
Hij was zoon en leerling van Willem van Diest. Zijn vroegst bekende werk dateert van 1648 en zijn laatst bekende werk van 1677. Daarna verdwijnt hij uit beeld. Zijn werk bestaat uit wapenborden, marines, rivierlandschappen en strandgezichten. Van Diest was een navolger van Hendrick Dubbels en Jan van Goyen en hij was leraar van zijn zoon, Adriaen van Diest.
- Biografisch Portaal: 27769270
- RKD-Nederlands Instituut voor Kunstgeschiedenis: 22730
- Union List of Artist Names: 500031782
- Virtual International Authority File: 95877473